# Leo Wätcher
Leo Wächter, nato Leon Wächter (Kolomyja, 14 ottobre 1922 – Milano, 23 giugno 2000), è stato un dirigente d'azienda e impresario teatrale italiano di origine polacca.
È conosciuto per essere stato un talent-scout di vaglia e in tale veste scopritore di numerosi gruppi musicali dell'epoca del beat (anni sessanta), tra cui i New Dada. Come impresario ha portato in tournée in Italia i Beatles nel giugno 1965 (concerti al velodromo Vigorelli di Milano, al palasport di Genova, al Cinema-Teatro Adriano di Roma). L'ufficio stampa di quell'evento fu Eraldo Di Vita, che lavorava presso la casa discografica "La Voce del Padrone".

## Biografia
Imprenditore teatrale, ha fondato nel 1977 a Città Studi (Milano, via Sangallo) il cinema-teatro Ciak, che tenne in gestione fino al 1996, ospitando fra gli altri artisti Max Roach, Lionel Hampton, Dizzy Gillespie, Sonny Rollins, Michel Petrucciani.
Questa è stata probabilmente l'impresa per cui è maggiormente ricordato: ovvero quella di aver rilevato un locale ormai ridotto in tugurio (che gli avventori chiamavano familiarmente El pissa, per il tanfo di urina che emanava) trasformandolo in un tempio del moderno cabaret per artisti affermati ed emergenti come i Gatti di Vicolo Miracoli, Beppe Grillo, Enrico Beruschi, Teo Teocoli, Gianni Magni e Nanni Svampa de i Gufi.

### Profugo e partigiano
Wächter era giunto in Italia dalla natìa Kolomyja, in Polonia, come profugo ebreo dopo essere miracolosamente scampato al campo di concentramento di Dachau (in cui era stato rinchiuso undicenne, e Steven Spielberg lo intervisterà in seguito nell'ambito delle sue ricerche sulla Shoah).
Di formazione socialista, partigiano nella Resistenza italiana nel varesotto durante i mesi finali della seconda guerra mondiale, a fine anni cinquanta era già una delle figure di rilievo nel mondo dello spettacolo dell'area milanese.

24 giugno 1965: i Beatles si esibiscono sul palco del velodromo Vigorelli nel primo dei due concerti milanesi. L'impresario Leo Wächter riuscì a fiutare l'affare sui quattro di Liverpool e a portarli in tournée in Italia, grazie anche alla promozione di un importante sponsor e al sostegno della casa discografica Carisch cui erano legati artisti supporter come New Dada e Peppino Di Capri

Scelse di puntare sempre su artisti stranieri di grande richiamo, organizzando fra l'altro i concerti per Harry Belafonte (nel 1958), Joséphine Baker (l'anno successivo) e Paul Anka (nel 1960). Fonderà successivamente il "Piper" di Milano.

### I grandi concerti
Gli anni sessanta lo videro padrone pressoché assoluto della scena manageriale italiana per quanto concerne i concerti live. Organizzò quelli dei Beatles, Jimi Hendrix, Who, Sammy Davis Jr.. Fra il 1967 e il 1972 portò per due volte in Italia i Rolling Stones e il trio Emerson, Lake & Palmer
Wächter - che nel 1996 aveva perso la figlia trentasettenne, Susanna, morta in un incidente stradale - non si è occupato solo di manifestazioni musicali, ma ha organizzato anche diversi altri eventi come gli spettacoli dei circhi di Pechino e di Mosca e del balletto Beriozka, ospitato al Teatro alla Scala di Milano. Nel suo repertorio figura anche l'organizzazione di campionati mondiali di scacchi e di incontri di pallacanestro.
Dal 1970 al 1974 è stato consigliere regionale della Lombardia.
In sua memoria è stato istituito il Premio di Drammaturgia "Leo Wächter".